# شارع الأمير سلطان بن عبد العزيز
شارع الأمير سلطان بن عبد العزيز أحد شوارع حي السليمانية وحي العليا بالرياض ويبدأ من طريق الملك عبد العزيز وينتهي بطريق الأمير تركي بن عبد العزيز (الأول) وسمي نسبة إلى الأمير سلطان بن عبد العزيز آل سعود ولي العهد نائب رئيس مجلس الوزراء وزير الدفاع والطيران والمفتش العام يتقاطع هذا الشارع مع الشوارع التالية على الترتيب

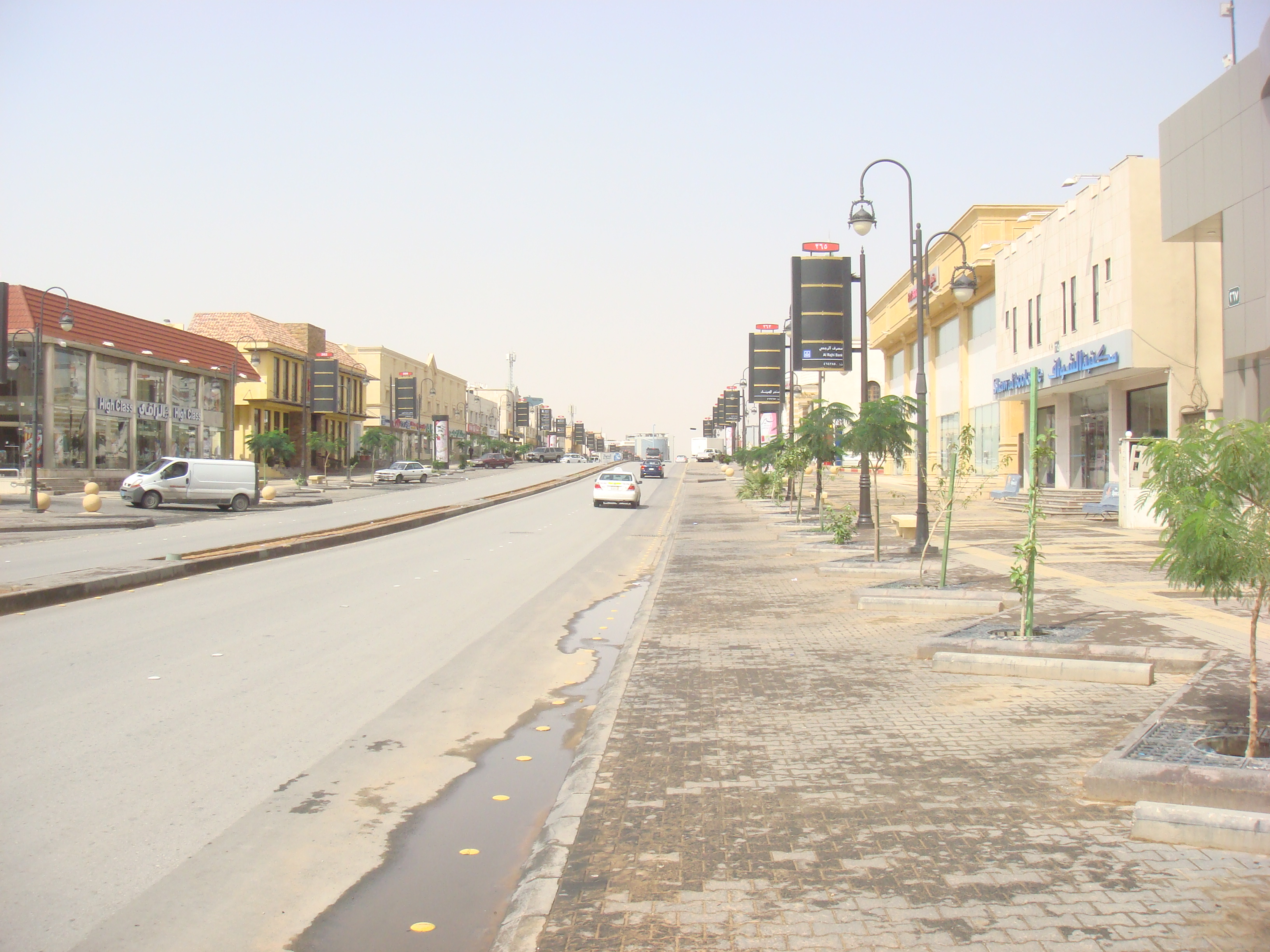
شارع الأمير سلطان بن عبد العزيز 2010

- شارع الأمير تركي بن عبد الله بن سعود
- شارع الأمير مساعد بن عبد العزيز
- شارع الأمير عبد العزيز بن مساعد بن جلوي
- شارع عبد الله بن سليمان الحمدان
- شارع العليا العام
- طريق الملك فهد
- شارع التخصصي